# Proteuxoa testaceicollis
Proteuxoa testaceicollis är en fjärilsart som beskrevs av Achille Guenée 1852. Proteuxoa testaceicollis ingår i släktet Proteuxoa och familjen nattflyn. Inga underarter finns listade i Catalogue of Life.